# Frances Howard
Frances Howard (31 maggio 1590 – Chiswick, 23 agosto 1632) è stata una nobile inglese coinvolta durante il regno di Giacomo I d'Inghilterra in un famoso scandalo.

## Biografia
Era figlia di Thomas Howard, I conte di Suffolk e della seconda moglie Katherine Knyvet.
Venne data in moglie a 14 anni al tredicenne Robert Devereux, III conte di Essex. Il matrimonio fu principalmente un'unione politica e la coppia venne separata per evitare i pericoli di una gravidanza prematura. Essex iniziò un viaggio per l'Europa (dal 1607 al 1609) e quando tornò Frances cercò di evitare ogni contatto col marito anche perché affetto da vaiolo. La giovane inoltre si era innamorata di Robert Carr, I conte di Somerset. Quando finalmente decise di chiedere l'annullamento del proprio matrimonio venne aiutata dal padre e dallo zio Henry Howard, I conte di Northampton che le redassero l'atto.
La situazione in breve tempo attrasse l'attenzione pubblica. Frances dichiarò che aveva provato ogni tentativo per piacere al marito ma che era rimasta illibata. Venne anche esaminata da dieci matrone che confermarono la sua versione. Le voci però mormoravano che al momento dell'esame avesse in realtà mandato un'altra ragazza, la figlia di Sir Thomas Monson, dato che aveva richiesto di essere velata.
Dall'altra parte, Essex dichiarò di essere stato capace con altre donne ma che non riusciva a giacere con la moglie.
Venne seriamente considerata anche un coinvolgimento demoniaco che avesse fatto ammalare lo sposo. La causa di annullamento non riusciva ad andare avanti e alla fine intervenne il re in persona che il 25 settembre 1613 sciolse il matrimonio. Frances fu così libera di risposarsi con Somerset il 26 dicembre 1613.
Sir Thomas Overbury, un amico intimo di Somerset, aveva provato ad avvisarlo di non sposare Frances Howard. Tuttavia il potere della famiglia Howard lo convinse al matrimonio. La famiglia provvide comunque a far imprigionare Overbury durante il procedimento di annullamento. Overbury morì in carcere alcuni giorni dopo e venne incolpata dell'accaduto Frances, aiutata dalla sua dama di compagnia Mrs Anne Turner. I coniugi Somerset vennero mandati alla Torre dove vennero condannati per l'omicidio ma evitarono la condanna a morte.
Frances ammise la sua complicità nel crimine; tuttavia, suo marito si proclamò innocente. Ricevettero entrambi il perdono del re nel gennaio del 1622 e furono successivamente rilasciati.
Frances morì 10 anni dopo all'età di 42 anni.
Lord e Lady Somerset ebbero una sola figlia, nata mentre Frances era agli arresti:
- Lady Anne Carr, che sposò William Russell, I duca di Bedford.

## Ascendenza
|                                   |               |                                          | Genitori                           |  |  | Nonni |  |  | Bisnonni                          |  |  | Trisnonni                          |  |
|                                   |               |                                          |                                    |  |  |       |  |  | Henry Howard, III conte di Surrey |  |  | Thomas Howard, III duca di Norfolk |  |
|                                   |               |                                          |                                    |  |  |       |  |  | Henry Howard, III conte di Surrey |  |  | Thomas Howard, III duca di Norfolk |  |
|                                   |               | Elizabeth Stafford                       |                                    |  |  |       |  |  | Henry Howard, III conte di Surrey |  |  |                                    |  |
| Thomas Howard, IV duca di Norfolk |               |                                          |                                    |  |  |       |  |  | Henry Howard, III conte di Surrey |  |  |                                    |  |
|                                   |               | Frances de Vere                          | John de Vere, XV conte di Oxford   |  |  |       |  |  |                                   |  |  |                                    |  |
|                                   |               | Frances de Vere                          | John de Vere, XV conte di Oxford   |  |  |       |  |  |                                   |  |  |                                    |  |
|                                   |               | Frances de Vere                          | Elizabeth Trussell                 |  |  |       |  |  |                                   |  |  |                                    |  |
| Thomas Howard, I conte di Suffolk |               | Frances de Vere                          |                                    |  |  |       |  |  |                                   |  |  |                                    |  |
|                                   |               | Thomas Audley, I barone Audley di Walden | Geoffrey Audley                    |  |  |       |  |  |                                   |  |  |                                    |  |
|                                   |               | Thomas Audley, I barone Audley di Walden | Geoffrey Audley                    |  |  |       |  |  |                                   |  |  |                                    |  |
|                                   |               | Thomas Audley, I barone Audley di Walden | Martha Wydeville                   |  |  |       |  |  |                                   |  |  |                                    |  |
| Margaret Audley                   |               | Thomas Audley, I barone Audley di Walden |                                    |  |  |       |  |  |                                   |  |  |                                    |  |
|                                   |               | Elizabeth Grey                           | Thomas Grey, II marchese di Dorset |  |  |       |  |  |                                   |  |  |                                    |  |
|                                   |               | Elizabeth Grey                           | Thomas Grey, II marchese di Dorset |  |  |       |  |  |                                   |  |  |                                    |  |
|                                   |               | Elizabeth Grey                           | Margaret Wotton                    |  |  |       |  |  |                                   |  |  |                                    |  |
| Frances Howard                    |               | Elizabeth Grey                           |                                    |  |  |       |  |  |                                   |  |  |                                    |  |
|                                   | Henry Knyvett | Thomas Knyvett                           |                                    |  |  |       |  |  |                                   |  |  |                                    |  |
|                                   | Henry Knyvett | Thomas Knyvett                           |                                    |  |  |       |  |  |                                   |  |  |                                    |  |
|                                   | Henry Knyvett | Marcella Howard                          |                                    |  |  |       |  |  |                                   |  |  |                                    |  |
| Henry Knyvett                     | Henry Knyvett |                                          |                                    |  |  |       |  |  |                                   |  |  |                                    |  |
|                                   |               | Anne Pickering                           | Christopher Pickering              |  |  |       |  |  |                                   |  |  |                                    |  |
|                                   |               | Anne Pickering                           | Christopher Pickering              |  |  |       |  |  |                                   |  |  |                                    |  |
|                                   |               | Anne Pickering                           | Jane Lewknor                       |  |  |       |  |  |                                   |  |  |                                    |  |
| Katherine Knyvett                 |               | Anne Pickering                           |                                    |  |  |       |  |  |                                   |  |  |                                    |  |
|                                   |               | James Stumpe                             | William Stumpe                     |  |  |       |  |  |                                   |  |  |                                    |  |
|                                   |               | James Stumpe                             | William Stumpe                     |  |  |       |  |  |                                   |  |  |                                    |  |
|                                   |               | James Stumpe                             | Joyce Berkeley                     |  |  |       |  |  |                                   |  |  |                                    |  |
| Elizabeth Stumpe                  |               | James Stumpe                             |                                    |  |  |       |  |  |                                   |  |  |                                    |  |
|                                   |               | Bridget Bayntun                          | Edward Bayntun                     |  |  |       |  |  |                                   |  |  |                                    |  |
|                                   |               | Bridget Bayntun                          | Edward Bayntun                     |  |  |       |  |  |                                   |  |  |                                    |  |
|                                   |               | Bridget Bayntun                          | Elizabeth Sulyard                  |  |  |       |  |  |                                   |  |  |                                    |  |
|                                   |               | Bridget Bayntun                          |                                    |  |  |       |  |  |                                   |  |  |                                    |  |